# 华南胡椒
华南胡椒（学名：Piper austrosinense）是胡椒科胡椒属的植物，是中国的特有植物。分布在中国大陆的广东、广西等地，多生于树上、疏林中、密林中和石上，目前尚未由人工引种栽培。